# Hitoshi Ishii
Hitoshi Ishii (石井 仁 司 Ishii Hitoshi, 12 de outubro de 1947) é um matemático japonês, especialista em equações diferenciais parciais.
Ishii estudou inicialmente física e depois matemática na Universidade de Waseda em Tóquio, com um mestrado em 1972 e um doutorado em 1975, com a tese 偏微分方程式の初期値問題のLP可解性及び一意性 (Lp solvability and uniqueness of the initial value problem for partial differential equations). Foi professor assistente da Universidade Chūō em Tóquio a partir de 1976 e professor pleno a partir de 1989. Em 1996 tornou-se professor da Universidade Metropolitana de Tóquio e a partir de 2001 professor da Universidade de Waseda.
Foi palestrante convidado do Congresso Internacional de Matemáticos em Madrid (2006: Asymptotic solutions for large time of Hamilton-Jacobi equations). Em 2012 foi eleito fellow da American Mathematical Society.

## Publicações selecionadas
- com Michael G. Crandall e Pierre-Louis Lions: User’s guide to viscosity solutions of second order partial differential equations. Bulletin AMS, vol. 27, 1992, 1–67 doi:10.1090/S0273-0979-1992-00266-5
- com Pierre-Louis Lions: Viscosity solutions of fully nonlinear second-order elliptic partial differential equations. Journal of Differential Equations, vol.  83, 1990, 26–78 doi:10.1016/0022-0396(90)90068-2
- On uniqueness and existence of viscosity solutions of fully nonlinear second order elliptic PDE's. Communications on Pure and Applied Mathematics, vol. 42, 1989, 15–45 doi:10.1002/cpa.3160420103
- Perron’s method for Hamilton-Jacobi equations. Duke Math. J., vol. 55, 1987, 369–384 doi:10.1215/S0012-7094-87-05521-9